# Nampula (prowincja)
Nampula – prowincja w północno-wschodnim Mozambiku nad Oceanem Indyjskim. Ośrodkiem administracyjnym prowincji jest miasto Nampula (663,2  tys. mieszkańców). Inne ważne miasta to Nacala, Angoche i Mozambik.
Nampula z ponad 5,7 mln mieszkańców jest najludniejszą prowincją Mozambiku.